# Église Saint-Marc de Souvigny
L'église Saint-Marc est une église située à Souvigny, dans le département de l'Allier, en France.

## Historique
En 1979, un musée lapidaire anciennement installé dans les sous-sols de la sacristie baroque de l'église de Souvigny a été déménagé dans cet édifice. Il accueillait en particulier le gisant de Marie de Hainaut. En 1992, ses collections ont été transférées au musée de Souvigny situé dans les granges du prieuré de la ville.

## Protection
L'édifice est classé au titre des monuments historiques par la liste de 1840.